# فان شيخ لونغ
فان شيخ لونغ (بالفيتنامية: Phan Xích Long)‏ (و. 1893 – 1916 م) هو ثوري فيتنامي، ولد في كوتشينشينا ‏، توفي في مدينة هو تشي منه، عن عمر يناهز 23 عاماً.